# Canale in destra di Reno
Il canale in destra di Reno è un canale di bonifica della Romagna occidentale. È il più grande collettore di bonifica costruito in Italia. Esso raccoglie le acque di 620 km2 di terreno ed è lungo 37 km. Deve il suo nome al fatto che scorre alla destra idrografica del fiume Reno, seguendone il percorso fino al mare Adriatico, mantenendosi alla distanza di circa 1 km. Buona parte del terreno scolante nel Canale in destra di Reno ricade nel comune di Ravenna. 

## Tracciato
Nasce dal canale di scolo Zaniolo, nel comune di Conselice. Scorre in direzione ovest-est attraversando la parte settentrionale della provincia di Ravenna. Seguendo un corso quasi sempre rettilineo, dopo 37 km si getta nel mare Adriatico (in località Casal Borsetti), utilizzando l'antica foce del Lamone, che oggi sfocia 3 km a sud del canale. Il canale segue un percorso parallelo in destra idraulica del fiume Reno ad una quota più bassa per raccogliere le acque di scolo dei comparti dei fiumi Sillaro, Santerno, Senio e Lamone. Si getta nel mare Adriatico utilizzando il vecchio alveo del Lamone.

Le opere idrauliche più importanti a servizio del Canale sono le due botti a sifone, in muratura, posizionate sotto i fiumi Santerno e Senio.

## Storia
(Foscolo Marchi, La grande bonifica a destra di Reno nella bassa pianura romagnola, inizi del XX secolo)

Scariolanti (Mandriole, 1939).

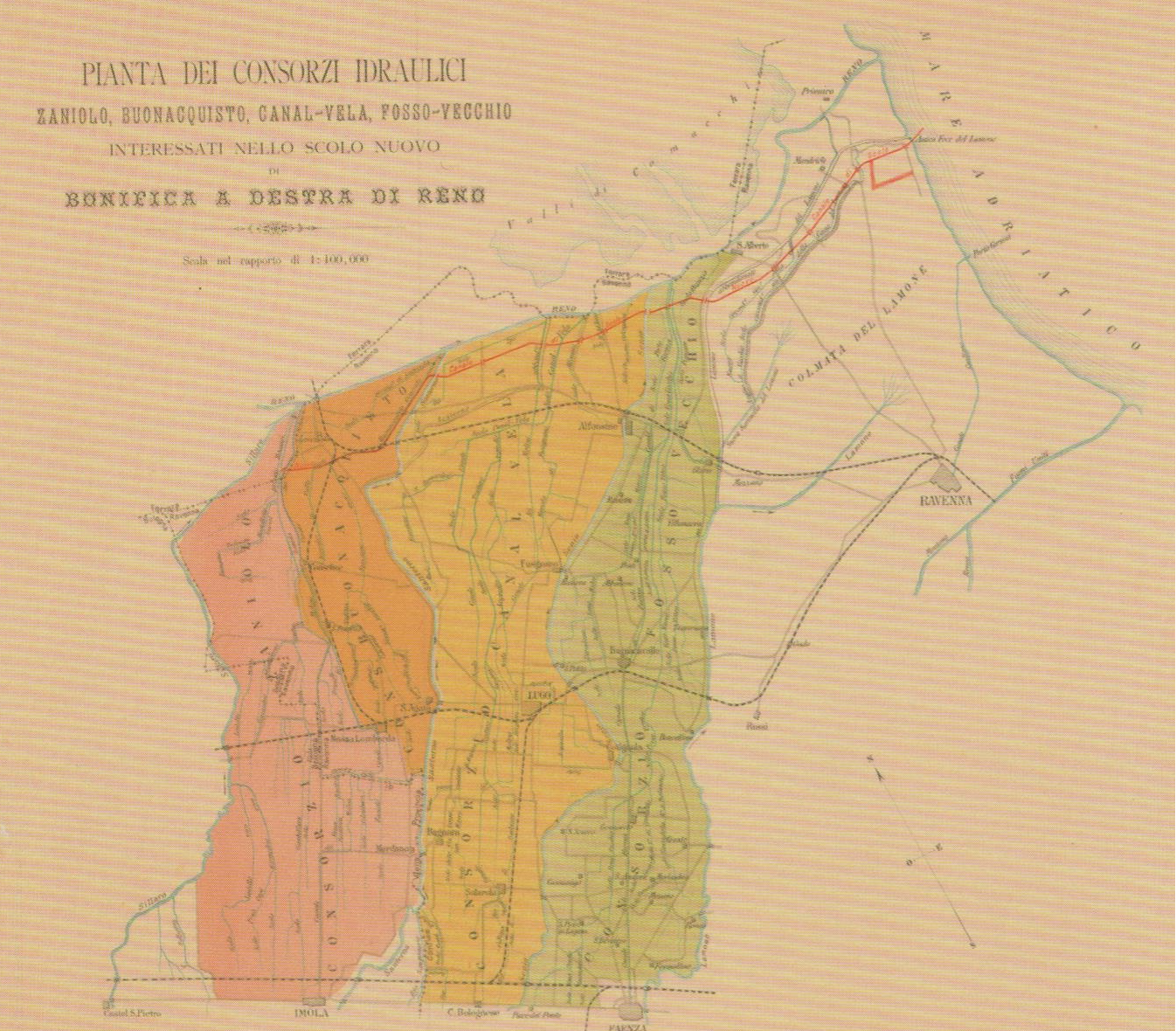
Pianta dei quattro consorzi idraulici interessati nello scolo di bonifica in destra di Reno.

Nei secoli dal XV al XVIII l'uomo aveva effettuato un enorme sforzo per proteggere i terreni dalla forza distruttiva delle acque. Aveva "corretto" il corso dei fiumi Sillaro, Santerno, Senio e Lamone (responsabili di esondazioni ed alluvioni) facendoli sfociare tutti nel Reno.  
Rimaneva il problema delle acque basse che, a causa delle caratteristiche del terreno, tendevano a ristagnare. Da Conselice si estendeva fino al mare una lunga area aquitrinosa, adiacente l'argine destro del Reno. In inverno le acque piovane alimentavano gli scoli e i fossi i quali, scendendo dalle colline, percorrevano tutta la Bassa e spagliavano in quell'area. L'altimetria all'altezza della Via Emilia è di +35 metri rispetto all'alveo del Reno, con una pendenza media di circa 1 m per chilometro.
Il primo a intuire la necessità di un collettore dei canali di scolo per portare le "acque basse" direttamente al mare fu Giovanni Antonio Lecchi, alla metà del XVIII secolo. L'opera, dai costi ingentissimi, ebbe una lunga gestazione e una ancor più lunga fase di realizzazione. Fin dal 1820 il Legato di Bologna, cardinale Giuseppe Albani, aveva ripartito il territorio tra il Sillaro e il Lamone (la Romagna occidentale) in quattro comparti idraulici:
| Congregazioni delle acque della Romagna occidentale                           | Congregazioni delle acque della Romagna occidentale | Congregazioni delle acque della Romagna occidentale |
| Nome                                                                          | Estensione                                          | Sede                                                |
| ----------------------------------------------------------------------------- | --------------------------------------------------- | --------------------------------------------------- |
| Zaniolo (tra il Sillaro e il Canale dei molini di Imola)                      | 133,9 km2                                           | Imola                                               |
| Buonacquisto (tra il Canale dei molini e il Santerno)                         | 97,5 km2                                            | Conselice                                           |
| Canal Vela (tra il Santerno e il Senio)                                       | 225,2 km2                                           | Lugo                                                |
| Fosso Vecchio (tra Senio e Lamone)                                            | 162,7 km2                                           | Bagnacavallo                                        |
| Fonte: Vincenzo Galvani, Zaniolo nella storia, Conselice, Publi&Stampa, 2015. |                                                     |                                                     |

Il totale dà 622,3 km2. Quando il provvedimento fu approvato la situazione idrografica era la seguente: 62 230 ettari, di cui 20 000 di difficile scolo e 13 000 perennemente sommersi. La prima proposta di riordino idraulico fu volta alla costruzione di un canale di scolo generale delle campagne a destra di Reno e dei territori circostanti. Nei primi anni venti lo Stato Pontificio mise in campo due progetti, elaborati dall'ingegner Giusti il primo e dall'ingegner Bertelli il secondo, invitando i proprietari terrieri a collaborare ai fini della scelta del piano migliore. Le comunità locali rigettarono ambedue i progetti. 
Dopo l'unità d'Italia le Congregazioni furono rinominate Consorzi; a parte il nome non si ebbero altre modifiche. Né emerse alcuna alternativa alla costruzione di un grande canale artificiale di raccolta delle acque basse. Nel 1884 fu decisa l'escavazione del grande canale collettore. I vent'anni seguenti trascorsero invano, finché nel maggio 1903 i quattro consorzi di bonifica allora esistenti in provincia di Ravenna (Zaniolo, Buonacquisto, Canal Vela e Fosso Vecchio) furono riuniti in un unico «Consorzio di bonifica della bassa Romagna ravennate», con sede a Lugo nel palazzo dove aveva sede la Congregazione Canal Vela (attuale piazza Savonarola). Il nuovo organismo gestì la realizzazione dell'opera. Al tempo in cui fu progettata (a cura dei vari ingegneri dei quattro consorzi di scolo interessati) rappresentò la più grande opera idraulica di tutto il Ravennate. 

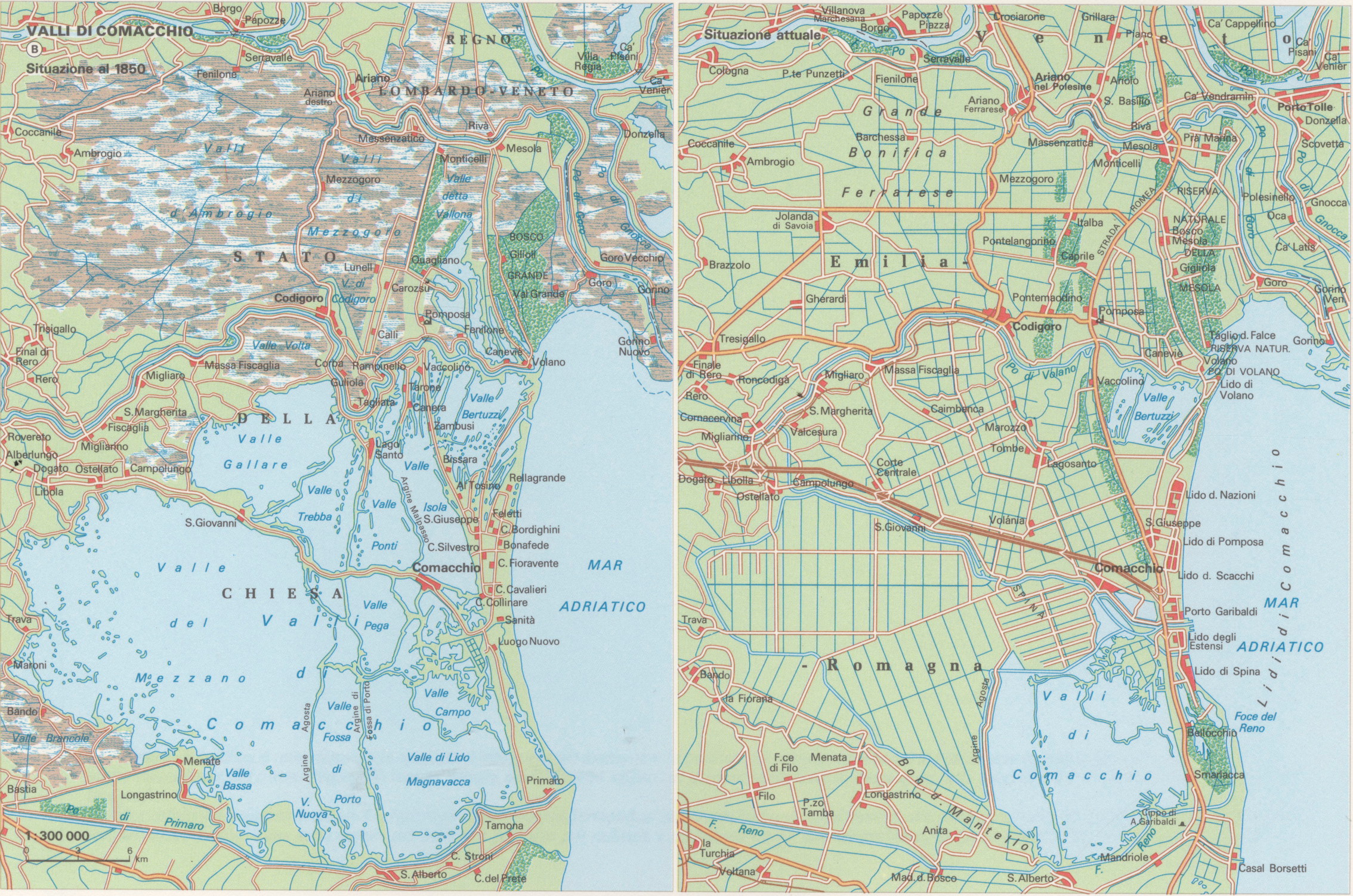
Le valli di Comacchio nel 1850 e nel 1990

Il canale, della lunghezza complessiva di 37 chilometri, avrebbe ricevuto lungo il suo tragitto le acque di bassa giacitura dei quattro comparti. Prima dell'inizio della costruzione del canale si previde una spesa stimata di 10.204.440 lire (pari a circa 40 milioni di euro). In base alla “legge Baccarini”, lo Stato si accollò i tre quinti della spesa; un quinto fu finanziato dai quattro consorzi di bonifica ravennati ed il restante quinto dalla provincia e dai comuni interessati. La direzione dei lavori fu assegnata al Genio civile, la manovalanza generica fu reclutata in loco. 
L'opera avrebbe dovuto essere completata in nove anni, ma in realtà ne occorsero ventisette. Emersero infatti notevoli difficoltà tecniche nella realizzazione delle botti che avrebbero consentito di sottopassare il Senio e il Santerno, soprattutto quest'ultimo. Mentre infatti la realizzazione del sottopasso del Senio fu ultimata nel 1912, quella del Santerno fu di fatto interrotta a causa delle caratteristiche del terreno, soggetto a frane e con un basso grado di consistenza e solidità. Lo scoppio del primo conflitto mondiale procrastinò ulteriormente la conclusione dei lavori (mancanza di manodopera perché impegnata al fronte), rinviandoli al dopoguerra.
I lavori ripresero nel 1924: rimaneva da scavare l'ultimo tratto del canale che, dalla botte Selice, in territorio conselicese, portava alla botte a sifone sotto il fiume Santerno. Terminata quest'opera nel 1927 non restò che l'ultimo tratto del canale. Le acque furono condotte nell'alveo spento del Lamone fino a Casal Borsetti. I lavori terminarono nel 1930. Furono impiegati giornalmente circa 200 scariolanti che, con badili, ceste e carriole spostarono due milioni di metri cubi di terra impiegando 510.000 giornate di lavoro. L'ente che curò la manutenzione del canale fu, sin dal 1931, il Consorzio della bassa pianura ravennate. Nel secondo dopoguerra fu sostituito dal Consorzio della Romagna Centrale, poi confluito nel Consorzio della Romagna. Dal 2009 la gestione è esercitata dall'ente confinante, il Consorzio di bonifica della Romagna Occidentale.

## Attività umane
Agricoltura
Il canale in destra di Reno è spesso utilizzato nella stagione estiva per l'irrigazione dei campi.
Pesca
Il canale è spesso meta di molti pescatori per le numerose specie ittiche che lo popolano. Tra esse troviamo: il siluro, la carpa, il carassio, il lucioperca, la scardola, l'anguilla, la brema, il persico, il pesce gatto, il cavedano, l'alborella, il nono ed il cefalo (in prossimità della foce). La canna da pesca è lo strumento maggiormente utilizzato dai pescatori del luogo; ma altri ricorrono alla pesca con la bilancia, soprattutto nella zona di Alfonsine.
Il canale sfocia a Casal Borsetti in un molo. Qui molti pescatori praticano la pesca alla passera, al cefalo, al ghiozzo paganello, ricorrendo all'uso di bilance grandi fino a 6 metri.
Alle spalle del centro abitato di Casal Borsetti è sorto all'inizio degli anni 2000 il porto turistico denominato Marina di Porto Reno, che è connesso al mare tramite il tratto terminale del canale. Per consentire l'accesso anche alle barche a vela è stato spostato verso l'interno il ponte carrabile e ne è stato costruito uno pedonale levatoio più vicino al mare.